# Head (компания)
Head (рус. произн. «хэд») — австрийская компания, производитель разнообразного спортивного оборудования и экипировки, известный, в частности, своими горными лыжами и теннисным инвентарем. Компания включает в себя несколько прежде независимых компаний[уточнить], таких как Head Ski Company, основанная в Делавере, США, в 1950; Tyrolia, австрийский производитель горнолыжного инвентаря; и Mares, итальянский производитель инвентаря для подводного плавания. Head Ski Company была одной из первых производителей металлодеревянных композитных лыж для скоростного спуска, лыж системы Head Standard, и одной из первых выпустила металлическую теннисную ракетку увеличенного размера. Штаб-квартира компании расположена в Амстердаме, Нидерланды.

## История
Компания Head основана авиационным инженером и изобретателем Говардом Хэдом в Балтиморе (США) в 1950 году. Началось все в 1947 году, когда 32-летний Говард Хед поехал с друзьями на горнолыжный курорт и увидел, что лыжи были сделаны из дерева в эпоху, когда металл и пластмасса заменяли древесину во многих изделиях. "Если бы дерево было самым лучшим материалом, — сказал он друзьям, — то самолеты продолжали бы делать из него". Хед на тот момент работал на авиазаводе Glenn L. Martin в Балтиморе, где для сборки фюзеляжей самолетов использовали алюминий и пластик.
Лыжи, которые Хед себе представлял, должны были состоять из алюминиевой оболочки с пластиковыми сотами внутри. Говард решил вложить в свой лыжный проект $6000, выигранных до этого в карты. В проекте ему помогали три механика с завода, после основной смены и по выходным они работали вместе с Хедом в арендованной электромастерской в Балтиморе. К весне 1950 года Хед разработал окончательную конструкцию горных лыж. К этому времени у него закончились деньги. Зимой 1951—1952 годов Хед и два его сотрудника сделали 300 пар и остались в минусе. В следующем сезоне они выпустили 1100 пар лыж и свели концы с концами. А годом позже Хед получил первую прибыль — $1200. К 1966 году фирма Head Ski имела 500 сотрудников и собственную фабрику в городке Тимониум (штат Мэриленд). Фирма получала $25 млн прибыли в год от продажи 300 тысяч пар лыж в семнадцати странах.

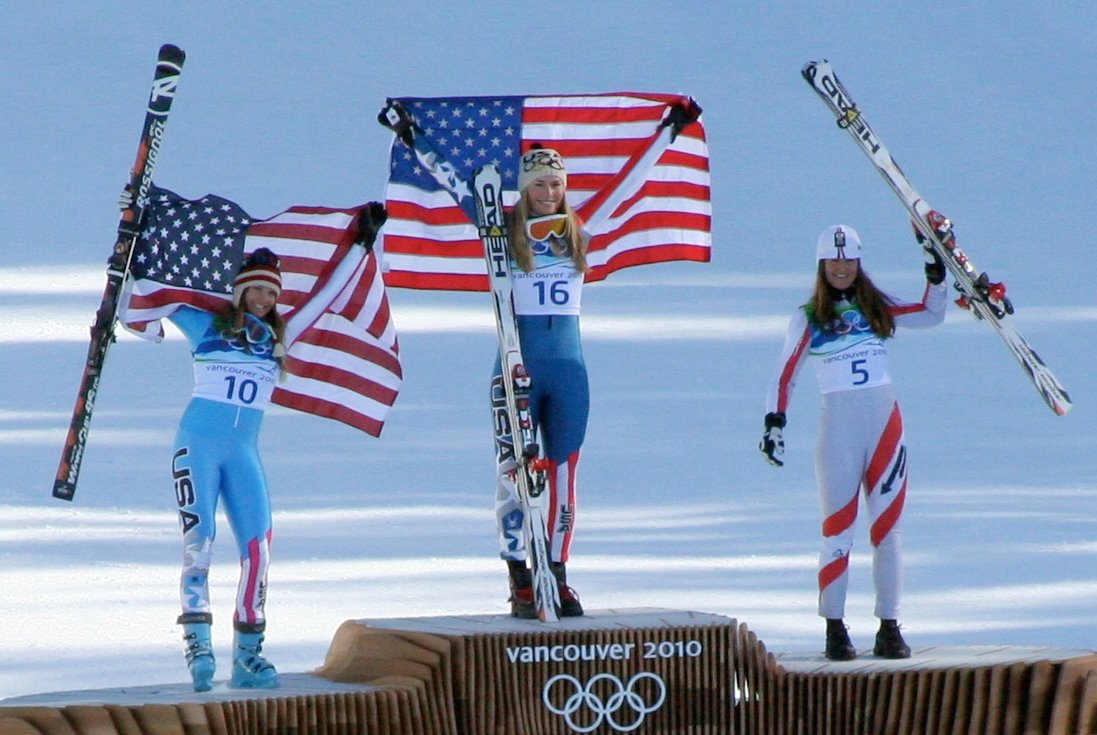
2010 Winter Olympic - Womens downhill medals

## Продукция
Текущий ассортимент продукции Head включает в себя:
| Спорт       | Снаряжение                                                                      |
| ----------- | ------------------------------------------------------------------------------- |
| Горные лыжи | лыжи, ботинки, крепления, палки, шлемы, горнолыжные маски, сумки, чехлы, одежда |
| Сноуборд    | сноуборды, шлемы, маски, ботинки, крепления, сумки, чехлы                       |
| Плавание    | спортивные купальники, купальники, очки                                         |
| Теннис      | ракетки, теннисные струны, мячи, кроссовки, одежда, сумки                       |